# Wolfgang Spadiut
Wolfgang Spadiut (* 21. März 1955 in Knittelfeld; † 10. Juni 2021 ebenda) war ein österreichischer Politiker (BZÖ, früher FPÖ) sowie Tierarzt. Spadiut saß von 2008 bis 2013 als Abgeordneter im österreichischen Nationalrat.

## Leben
Nach seiner Schulausbildung inskribierte Spadiut 1974 an der Veterinärmedizinischen Universität Wien und promovierte 1981 zum Doktor der Veterinärmedizin. Noch im März desselben Jahres eröffnete Spadiut eine tierärztliche Praxis in Knittelfeld. 
Spadiut war ab 2000 Gemeinderat der FPÖ und ab 2002 Stadtrat in Knittelfeld. Im Zuge der Parteispaltung wechselte Spadiut zum BZÖ und ist seitdem Gemeinderat für das BZÖ in Knittelfeld. Spadiut wurde nach der Parteispaltung zudem zum Bezirksobmann des BZÖ Knittelfeld gewählt und ist stellvertretender Bundesobmann der Seniorenplattform. Bei der Nationalratswahl 2008 kandidierte Spadiut auf dem zweiten Platz der BZÖ-Landesliste in der Steiermark und war Spitzenkandidat im Wahlkreis Steiermark West. Spadiut zog schließlich über ein Mandat des Landeswahlkreises in den Nationalrat ein. Er wurde am 28. Oktober 2008 angelobt und war Bereichssprecher für Gesundheit und Tierschutz des BZÖ-Parlamentsklubs.